# Binter Canarias
Binter Canarias ist eine spanische Regionalfluggesellschaft mit Sitz in Telde auf der kanarischen Insel Gran Canaria. Das größte Drehkreuz befindet sich auf dem zugehörigen Flughafen Gran Canaria, das zweite auf dem Flughafen Teneriffa Nord.

## Geschichte
Binter Canarias nahm 1989 als Tochter von Iberia ihren Betrieb mit vier Airtech-CN-235-Flugzeugen auf. Anfangs wurden nur Gran Canaria, Teneriffa, Fuerteventura und La Palma bedient, später kamen Lanzarote und El Hierro hinzu. La Gomera wurde 1999, nach der Einweihung des neuen Flughafens, in das Flugnetz aufgenommen, schließlich ebenso Funchal auf Madeira, El Aaiún in der Westsahara, Lissabon, Mailand und Paris. 2002 wurde Binter von Iberia an eine kanarische Investorengruppe verkauft.
Im Jahre 1990 führte Binter insgesamt 15.553 Flüge durch, mit denen 578.635 Passagiere transportiert wurden. Das Flugaufkommen stieg kontinuierlich. 2003 betrug die Anzahl aller Flüge 49.217 mit 2.267.232 Passagieren. Ein Höchststand wurde 2007 mit knapp über drei Millionen Passagieren erreicht, danach gingen die Passagierzahlen zurück um seit 2014 wieder anzusteigen. 2017 wurden 3,4 Millionen Passagiere befördert.
Die Gesellschaft unterhält eine Reihe von Buchungbüros sowie Kooperationen mit den Fluggesellschaften Iberia und Naysa. Sie hat Tochterunternehmen für das Ground Handling, die Instandhaltung, Luftfracht und Luftfahrt-Informationstechnik.
Das Unternehmen kooperiert mit Condor Flugdienst und TUIfly, deren Fluggäste auf Anschlussflüge der Binter Canarias gebucht werden, um weitere Inseln zu erreichen.

## Ziele

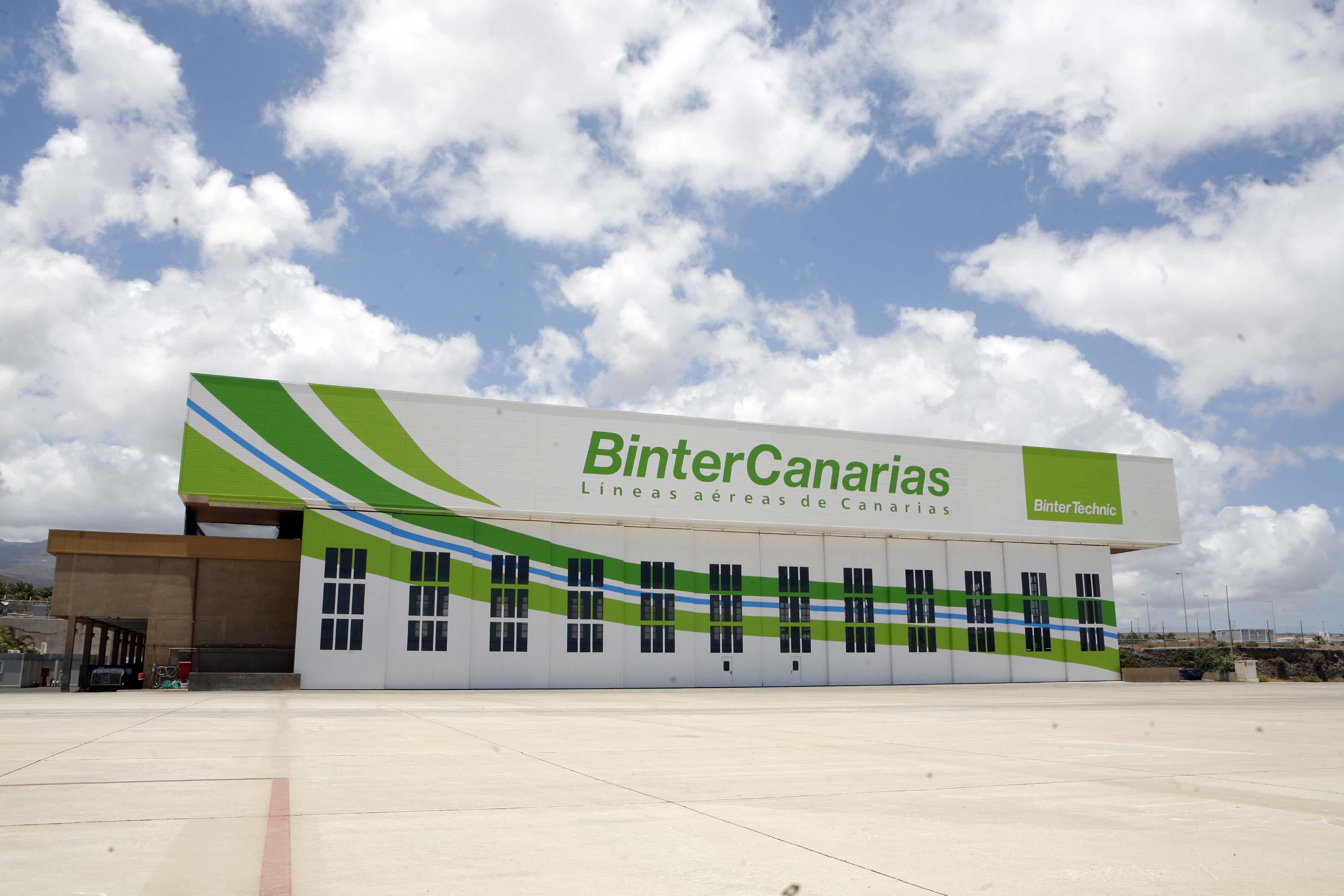
Hangar auf dem Flughafen Gran Canaria

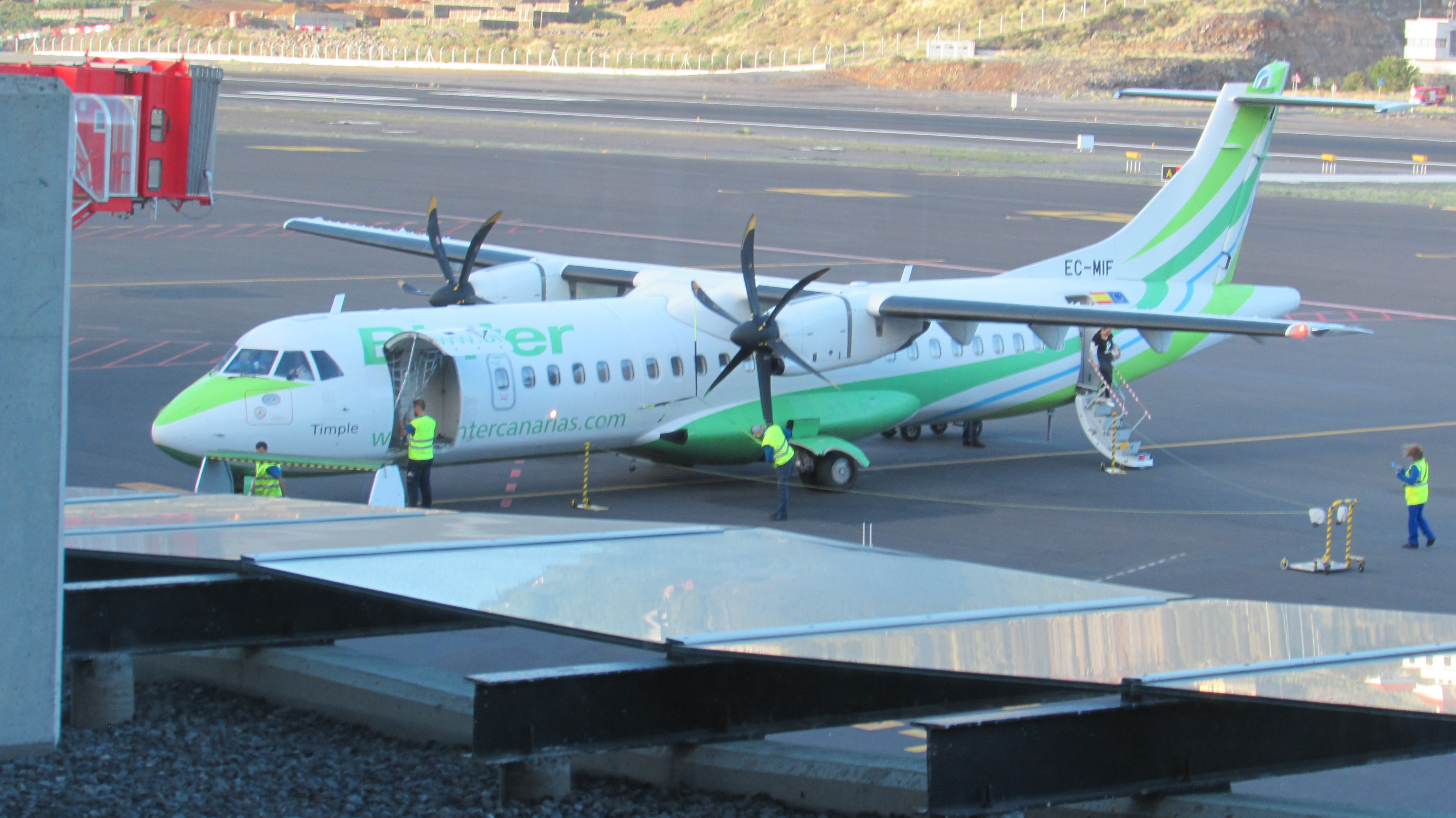
Binter-Flugzeug auf dem Flughafen La Palma

Binter Canarias verbindet alle sieben großen Kanarischen Inseln mit ihren acht Flughäfen untereinander; außerdem werden Madeira, Lissabon, die Kapverdischen Inseln, Ziele auf dem spanischen Festland, Palma de Mallorca, in Frankreich, Italien und Westafrika angeflogen. Ab Sommer 2023 bietet Binter mit der Verbindung Marrakesch-Madeira erstmals internationale Flüge mit Start und Ziel im Ausland an. Außerdem will das Unternehmen sich nach eigenen Angaben als Schnittstelle für Flüge zwischen Europa und Afrika etablieren.

## Flotte
Mit Stand Januar 2025 besteht die Flotte der Binter Canarias aus 41 Flugzeugen mit einem Durchschnittsalter von 4,8 Jahren:
| Flugzeugtyp     | Anzahl | bestellt | Anmerkungen | Sitzplätze | Durchschnittsalter |
| --------------- | ------ | -------- | ----------- | ---------- | ------------------ |
| ATR 72-500      | 01     |          |             | 68         | 6,3 Jahre          |
| ATR 72-600      | 26     |          |             | 70         | 6,3 Jahre          |
| Embraer E195-E2 | 14     | 1        |             | 132        | 2,0 Jahre          |
| Gesamt          | 41     | 1        |             |            | 4,8 Jahre          |

### Ehemalige Flugzeugtypen
In der Vergangenheit setzte Binter Canarias bereits folgende Flugzeugtypen ein:
- Boeing 737-400
- Bombardier CRJ-200
- Bombardier CRJ-900
- Bombardier CRJ1000
- Embraer E190